# Autorità unitarie dell'Inghilterra

Autorità unitarie dell'Inghilterra

Le Autorità unitarie dell'Inghilterra sono una forma di governo locale prevista dal Local Government Act del 1992.

## Funzioni governative
Le funzioni governative locali dell'Inghilterra sono ripartite tra i county councils, i consigli provinciali, ed i district councils, i consigli comunali. Fino al 1996 un sistema simile a questo a doppio livello esisteva anche in Scozia ed in Galles, mentre oggi è stato rimpiazzato da un sistema pienamente unitario. Peraltro, un sistema unitario esisteva in Irlanda del Nord già dal 1973.
Sebbene nella maggior parte dell'Inghilterra esista ancora un sistema a doppio livello, durante gli anni novanta molte cities e grandi città sono diventate Autorità Unitarie, e quindi indipendenti dai consigli di contea, ed acquisendo potere sia in termini di funzioni precedentemente demandate alle contee ed ai distretti. Oltre a ciò, in alcune contee inglesi poco popolate, come Rutland, Herefordshire e l'Isola di Wight, l'intera contea è un'Autorità Unitaria.
All'atto pratico, tuttavia, si è rivelato impossibile per la maggior parte delle Autorità Unitarie gestire la totalità dell'amministrazione locale, dato che spesso gestiscono alcuni servizi a larga scala congiuntamente ad altre autorità, come i servizi di polizia, i vigili del fuoco, alcuni servizi di nettezza urbana, e trasporti pubblici. In più, alcune autorità unitarie contengono le parrocchie civili, le quali costituiscono effettivamente un altro livello di governo locale.

### Storia
Quando i consigli delle contee inglesi furono istituiti nel 1889, fu creato un tipo di Autorità Unitaria chiamato County Borough o Borgo di Contea che era indipendente dall'amministrazione del consiglio di contea. Il County Borough tipicamente copriva l'estensione di ampie città. Tuttavia nel 1974 i County Boroughs furono aboliti ed al loro posto fu istituito ovunque un sistema a doppio livello.
Dagli anni ottanta si ritenne che il sistema a doppio livello provinciale-comunale fosse complesso ed inefficiente. Molti consigli comunali ri-guadagnarono il loro status autonomo, in pratica tornando al sistema pre-1974, anche se i County Boroughs furono rinominate Autorità Unitarie.
Lo stesso termine di Autorità Unitaria fu fatto emergere nel Rapporto Redcliffe-Maud per descrivere la sorta di autorità che, secondo il rapporto, doveva coprire la maggior parte dell'Inghilterra.

### Creazione delle autorità Unitarie
Le Autorità Unitarie possono essere create da strumenti legali che non richiedono leggi a sé stanti nei termini dell'Atto del Governo Locale 1992. Tipicamente, un distretto di una contea non-metropolitana secede dalla sua contea, ma senza assumere formalmente la denominazione di nuova contea, e i confini della contea originale vengono aggiustati per escludere l'area dell'autorità unitaria. Nell'uso comune, l'area dell'autorità unitaria non è riferita alle contee, sebbene ci siano delle eccezioni come le contee Herefordshire e Rutland, a cui è stato ripristinato lo stato di contea perso nella riorganizzazione del 1974, e l'Isola di Wight, la prima Autorità unitaria creata con l'Atto del 1992 e che era, e rimane, una contea separata, ma ora con un unico consiglio.
In qualche caso, come i distretti delle sei Metropolitan counties o Contee Metropolitane e la contea di Berkshire, è stato seguito un differente processo, dove un consiglio di contea è stato abolito, e le sue funzioni sono state trasferite semplicemente ai distretti.
I Borghi di Londra e la City of London erano autorità unitarie fino del 2000, prima che il governo Blair istituisse l'Autorità della Grande Londra. Le Isole Scilly hanno un consiglio speciale che non è né un distretto né una contea, ma in pratica è un'autorità unitaria sui generis.

## Lista

### Contee cerimoniali
- Northumberland
- Durham
- East Riding of Yorkshire
- Shropshire
- Rutland
- Wiltshire
- Isola di Wight
- Cornovaglia

### Borough
- Blackpool
- Blackburn with Darwen
- Darlington
- Hartlepool
- Stockton-on-Tees
- Middlesbrough
- Redcar and Cleveland
- North Lincolnshire
- North East Lincolnshire
- Halton
- Warrington
- Cheshire West and Chester
- Cheshire East
- Telford and Wrekin
- Southend-on-Sea
- Thurrock
- Luton
- Milton Keynes
- Herefordshire
- Swindon
- Medway
- Poole
- Bournemouth
- Torbay
- Bedford

### City
- York
- Kingston upon Hull
- Nottingham
- Derby
- Stoke-on-Trent
- Leicester
- Peterborough
- Bristol (anche contea cerimoniale)
- Brighton & Hove
- Southampton
- Portsmouth
- Plymouth

### Distretti

#### Distretti di singole contee non metropolitane
- South Gloucestershire (distretto della contea non metropolitana di Gloucestershire)
- North Somerset (distretto della contea non metropolitana di Somerset)
- Bath and North East Somerset (distretto della contea non metropolitana di Somerset)
- Central Bedfordshire (distretto della contea non metropolitana di Bedfordshire, nato dalla fusione tra Mid Bedfordshire e South Bedfordshire)

#### Distretti della contea non metropolitana di Berkshire
- West Berkshire
- Reading
- Wokingham
- Bracknell Forest
- Windsor and Maidenhead
- Slough